# تابع موبیوس
تابع موبیوس٬ که با  {\displaystyle \mu } نمایش داده می‌شود٬ تابعی پر اهمیت در نظریه‌ی اعداد و ترکیبیات است. آگوست فردینانند موبیوس صورت اولیه‌ی این تابع را در سال ۱۸۳۲ میلادی معرفی کرد. 

## تعریف
برای هر عدد صحیح مثبت {\displaystyle n} مقدار تابع موبیوس با توجه به تجزیه‌ی {\displaystyle n} به عوامل اول به صورت زیر تعریف می‌شود:
- اگر {\displaystyle n} خالی از مربع نباشد، یعنی اگر عدد اول {\displaystyle p} موجود باشد که مربع آن {\displaystyle p^{2}}، عدد {\displaystyle n} را بشمارد، آن‌گاه {\displaystyle \mu (n)=0}؛
- اگر {\displaystyle n} خالی از مربع باشد و تعداد عوامل اول {\displaystyle n} برابر {\displaystyle k} باشد، یعنی اگر {\displaystyle n} حاصل‌ضرب {\displaystyle k} عدد اول متفاوت باشد، آن‌گاه {\displaystyle \mu (n)=(-1)^{k}}.

برای مثال، اگر عدد ۲۴{\displaystyle n=} را در نظر بگیریم، {\displaystyle \mu (n)=0} زیرا ۲۴ خالی از مربع نیست. اما اگر عدد ۳۰{\displaystyle n=} را در نظر بگیریم، {\displaystyle \mu (n)=(-1)} زیرا ۳۰ حاصل‌ضرب سه عدد اول متفاوت ۲، ۳ و ۵ است.
| ۳۰ | ۲۹ | ۲۸ | ۲۷ | ۲۶ | ۲۵ | ۲۴ | ۲۳ | ۲۲ | ۲۱ | ۲۰ | ۱۹ | ۱۸ | ۱۷ | ۱۶ | ۱۵ | ۱۴ | ۱۳ | ۱۲ | ۱۱ | ۱۰ | ۹ | ۸ | ۷  | ۶ | ۵  | ۴ | ۳  | ۲  | ۱ | {\displaystyle n}       |
| ۱- | ۱- | ۰  | ۰  | ۱  | ۰  | ۰  | ۱- | ۱  | ۱  | ۰  | ۱- | ۰  | ۱- | ۰  | ۱  | ۱  | ۱- | ۰  | ۱- | ۱  | ۰ | ۰ | ۱- | ۱ | ۱- | ۰ | ۱- | ۱- | ۱ | {\displaystyle \mu (n)} |

## خواص تابع موبیوس
تابع موبیوس یک تابع ضربی است.